# Clave argentina
Clave argentina es un documental que muestra todas las provincias del país, junto con la ayuda de los pobladores. Debutó el 1° de octubre de 2016 por la cadena elnueve. Se emite los domingos a las 12:00 (UTC -3) y es conducido por Magdalena "Magui" Bravi.